# Лопатинка щільна
Лопатинка щільна (Scapania compacta) — вид печіночників порядку юнгерманіальних (Jungermanniales).

## Поширення
Батьківщиною є Європа, Макаронезія, Північна Америка.